# Об'ємний метод підрахунку запасів
Об'ємний метод підрахунку запасів (рос. объемный метод подсчета запасов; англ. volumetric method of reserve estimation; нім. volumetrische Vorratsberechnungsmethode f) — метод підрахунку запасів нафти, води або газу, оснований на вивченні геометричних умов їх залягання.